# Canzona
Canzona là một hình thức khí nhạc phát triển từ Chanson ở Hà Lan vào thế kỷ 16, 17.

## Các nhà soạn nhạc nổi bật
- Giovanni Gabrieli
- Girolamo Frescobaldi